# Ròchapaula
Ròchapaula (en francès Rochepaule) és un municipi francès situat al departament de l'Ardecha i a la regió d'Alvèrnia-Roine-Alps. L'any 2007 tenia 302 habitants.

## Demografia

### Població
El 2007 la població de fet de Rochepaule era de 302 persones. Hi havia 154 famílies de les quals 63 eren unipersonals (42 homes vivint sols i 21 dones vivint soles), 54 parelles sense fills, 33 parelles amb fills i 4 famílies monoparentals amb fills.
La població ha evolucionat segons el següent gràfic:
Habitants censats

### Habitatges
El 2007 hi havia 298 habitatges, 153 eren l'habitatge principal de la família, 120 eren segones residències i 26 estaven desocupats. 280 eren cases i 17 eren apartaments. Dels 153 habitatges principals, 130 estaven ocupats pels seus propietaris, 21 estaven llogats i ocupats pels llogaters i 2 estaven cedits a títol gratuït; 9 tenien una cambra, 14 en tenien dues, 33 en tenien tres, 33 en tenien quatre i 64 en tenien cinc o més. 77 habitatges disposaven pel capbaix d'una plaça de pàrquing. A 59 habitatges hi havia un automòbil i a 70 n'hi havia dos o més.

### Piràmide de població
La piràmide de població per edats i sexe el 2009 era:
| Homes | Edats   | Dones |
| ----- | ------- | ----- |
| 0     | 95 o +  | 0     |
| 0     | 90 a 94 | 0     |
| 8     | 85 a 89 | 12    |
| 12    | 80 a 84 | 8     |
| 0     | 75 a 79 | 20    |
| 8     | 70 a 74 | 12    |
| 8     | 65 a 69 | 8     |
| 20    | 60 a 64 | 8     |
| 12    | 55 a 59 | 8     |
| 8     | 50 a 54 | 8     |
| 12    | 45 a 49 | 8     |
| 20    | 40 a 44 | 12    |
| 12    | 35 a 39 | 4     |
| 8     | 30 a 34 | 8     |
| 4     | 25 a 29 | 12    |
| 16    | 20 a 24 | 4     |
| 12    | 15 a 19 | 8     |
| 8     | 10 a 14 | 4     |
| 8     | 5 a 9   | 16    |
| 12    | 0 a 4   | 4     |

## Economia
El 2007 la població en edat de treballar era de 191 persones, 131 eren actives i 60 eren inactives. De les 131 persones actives 113 estaven ocupades (70 homes i 43 dones) i 18 estaven aturades (11 homes i 7 dones). De les 60 persones inactives 33 estaven jubilades, 8 estaven estudiant i 19 estaven classificades com a «altres inactius».

### Ingressos
El 2009 a Rochepaule hi havia 145 unitats fiscals que integraven 299 persones, la mediana anual d'ingressos fiscals per persona era de 13.877 €.

### Activitats econòmiques
Dels 10 establiments que hi havia el 2007, 1 era d'una empresa alimentària, 1 d'una empresa de fabricació d'altres productes industrials, 2 d'empreses de construcció, 2 d'empreses de transport, 2 d'empreses d'hostatgeria i restauració, 1 d'una empresa de serveis i 1 d'una empresa classificada com a «altres activitats de serveis».
Dels 3 establiments de servei als particulars que hi havia el 2009, 1 era una autoescola i 2 paletes.
L'únic establiment comercial que hi havia el 2009 era una fleca.
L'any 2000 a Rochepaule hi havia 17 explotacions agrícoles.

## Equipaments sanitaris i escolars
El 2009 hi havia una escola elemental.

## Poblacions més properes
El següent diagrama mostra les poblacions més properes.